# Adelina Berisha
Adelina Berisha (* 11. Februar 1990 in Priština, SFR Jugoslawien) ist eine kosovarische Sängerin, die als Kinderstar im Kosovo und allgemein im albanischen Sprachraum bekannt wurde.

## Leben
Berisha wurde als ältestes von drei Kindern geboren. Sie besuchte die Primarschule sowie die Musikschule Prenk Jakova in Pristina, wo auch Adelina Ismajli unterrichtet wurde. Sie galt als fleißige und sehr intelligente Schülerin. Neben ihrer Musikkarriere studiert sie Business Management.
Sie begann ihre musikalische Karriere als Kind. Mit Titeln wie „Imagjinata“ oder „Lume e lume per vasha“ prägte sie die Musikwelt und war vor allem bei jüngeren Hörern beliebt. Sie vertrat ihr Land erfolgreich bei verschiedenen Live-Festivals. Der Durchbruch als Musikerin gelang ihr mit dem Titel Party People , OnAir, Sa Larg je oder Ti je Ai, die stets auf den vorderen Plätzen der albanischen Charts vertreten waren. Im Jahr 2014 nahm sie am Top Fest teil. Sie schied vorzeitig auf eigenen Wunsch aus, da sie Unregelmäßigkeiten bei den Abstimmungen vermutete.
Berisha wurde für ihre musikalischen Projekte und ihre Darbietungen oft ausgezeichnet, unter anderem mit zwei „Best-Female“-Trophäen der Zhurma Music Awards.

## Diskografie (Auswahl)

### Alben
- Lume e Lume per vasha[17]

### Singles
- Te Kosova
- Paca
- Lume e Lume per vasha
- Imagjinata
- Dashuria
- Lule e Bora
- Prishtina plot Titina
- Ikin vitet
- Gjithmone pranvere
- Dua te jem vetvetja
- Barabar
- Kujdes
- Une jam ajo

Als Musikerin für Erwachsene:

### Alben
- 2012: Whats your name?[18]

### Singles
- 2010: Dashuria fillon (ft. Stine)
- 2010: Party People (ft. Don Arbas)
- 2011: OnAir
- 2011: Sa larg je
- 2012: Ti je ai
- 2012: Whats your name?
- 2013: Tjera s'ka
- 2013: Party hard
- 2014: Per Ty (TopFest)
- 2014: Diçka ma shume (ft. Blasta)
- 2014: A dalim?
- 2015: Jo Mo
- 2015: I got it
- 2016: Eren e saj (ft Rob Daddy)
- 2016: Love it
- 2016: T'kom ik
- 2017: Na